# Sobirania fiscal
La sobirania fiscal és una forma d'exercir la sobirania consistent a pagar els tributs i els imposts a una administració que hom considera legítima en comptes de fer-ho a una administració considerada il·legítima. De causes que puguin induir a exercir la sobirania fiscal com a forma de desobediència civil, n'hi ha de caràcter econòmic (dèficit fiscal, manca d'inversions, etc.) i n'hi ha de caràcter polític (manca de representativitat, necessitat d'empoderament popular, enfortiment de la sobirania per a assolir la independència, etc.).

## Sobirania fiscal als Països Catalans
D'ençà de l'any 2012 hi ha hagut persones a títol individual, i també algunes empreses i institucions públiques, que han pagat llurs imposts a l'Agència Tributària de Catalunya (ATC). Aquestes accions fan part d'una campanya que té el suport de l'associació Catalunya Diu Prou i de l'Assemblea Nacional Catalana. L'any 2013 els diputats d'Esquerra Republicana de Catalunya i de la Candidatura d'Unitat Popular també exerciren la sobirania fiscal. Aquell mateix any, el municipi de Seva va organitzar una consulta entre els seus ciutadans per decidir si feia sobirania fiscal. El 97,85% dels participants hi van votar a favor.
L'any 2014 una setantena d'ajuntaments pagaren llurs impostos a l'ATC. El 2015 l'Associació de Municipis per la Independència i l'Associació Catalana de Municipis impulsaren la campanya "Construïm estat, paguem a Catalunya" amb l'objectiu que els ens locals exerceixin la sobirania fiscal. El mateix any, les diputacions de Barcelona i Lleida aprovaren una moció que instava a la presidència de les institucions a pagar els impostos a l'Agència Tributària de Catalunya.
A la tardor del 2020, l'Assemblea Nacional Catalana reactiva la campanya sota el lema "Jo pago a Catalunya" amb l'objectiu de preparar el país per un nou escenari de ruptura amb l'estat espanyol.